# Milka Ivić
Milka Ivić (cyr. Милка Ивић; ur. 1 grudnia 1923 w Belgradzie, zm. 7 marca 2011 tamże) – serbska językoznawczyni. Zajmowała się slawistyką, serbokroatystyką oraz językoznawstwem ogólnym.
W 1963 r. opublikowała książkę pt. Pravci u lingvistici, przetłumaczoną później na kilkanaście języków. W 1966 r. ukazało się polskie wydanie w przekładzie Anny Wierzbickiej (nakładem Ossolineum).

## Wybrana twórczość
- Pravci u lingvistici I
- Pravci u lingvistici II
- Značenja srpskohrvatskog instrumentala i njihov razvoj
- O jeziku Vukovom i vukovskom
- O zelenom konju
- Lingvistički ogledi
- Novi lingvistički ogledi